# 立花ひろし
立花 ひろし（たちばな ひろし、1912年12月12日 - 1998年11月6日）は、昭和期の日本の歌手。本名：藤田 政男。福岡県大牟田市出身。

## 経歴
地元の音楽教師の紹介により、藤原義江と関屋敏子の音楽マネージャーをしていた塚本嘉次郎との知遇を得て、昭和10年に上京。声楽を下八川圭祐に師事する。
1937年（昭和12年）、コロムビアのテストに合格。傍系のリーガルレコードから藤野正夫の芸名で『さくら囃子』でデビュー。同年、コロムビアから福田まさる名で『守れ生命線』が発売された。リーガルでは、40曲以上をレコーディングするが、ヒットに恵まれず昭和14年にタイヘイレコードに移籍。立花ひろしと改名し、『さらば港よ』『北京恋しや』『人生の舟唄』などがヒット。昭和15年には『マドロス気質』『港の純情』『月下の追分』の3曲が、関西のレコード販売店によって創設された「ぐらも・くらぶ賞」を受賞。昭和17年にタイヘイがキングレコードに買収された後は、キングに移籍し、『アリューシャンの春』で再デビュー。『次の荒鷲や僕たちだ』、『空の若桜』などの戦時歌謡を吹込んでいる。一時「藤田直久」と改名するが、すぐに元の立花ひろしに戻した。その後は歌手廃業までキングの専属となっていたため、他社でのレコーディングは無く、一部の解説書にタイヘイの「岬好彦」が立花の変名とあるのは誤りである。
戦後、昭和23年に自らが作詞作曲した『船乗り人生』が発売される。関西に拠点を移し、実演を中心とした活動を続けるが歯科治療のミスによりレコーディングに支障をきたすようになったため、昭和27年に発売された『浮世小唄』を最後として昭和29年には歌手を廃業。同年、東京都大田区に幼稚園を開設し、昭和62年まで園長として児童教育の分野で活躍した。
晩年は、横浜市上大岡に住まい、平成10年11月6日肺炎のため85歳で死去。

## 代表曲
- 出島出てみりゃ（作詞：水城映一郎、作曲：福島信夫）※「利根の舟唄（歌：松平晃）」替唄
- 守れ生命線（作詞：西川林之助、作曲：飯田三郎）「福田まさる」名で発売
- 麦と兵隊（作詞：島田芳文、作曲：宮村定美）「筑紫三郎」名で発売
- 北京恋しや（作詞：石沢欽之助、作曲：吉田恭章）
- 来たぞ郵便馬車（作詞：野村俊夫、作曲：坂本明）
- ハルピンの丘（作詞：松村又一、作曲：菊池博）
- 南風航路（作詞：宇野美樹、作曲：飯田三郎）
- 港の純情（作詞：磯部貝、作曲：新島芳美）
- 南の海に唄う（作詞：磯部貝、作曲：阪東政一）
- 大義（作詞：秩父重剛、作曲：風見哲）
- 国境の丘（作詞：松村又一、作曲：飯田三郎）
- 利根の星月夜（作詞：松村又一、作曲：草笛道夫）
- 名残のパイプ（作詞：原比呂志、作曲：大橋章）
- アリューシャンの春（作詞：松村又一、作曲：島田逸平）
- 船乗り人生（作詞：藤野好夫、作曲：高椋包保）※作詞・作曲は立花ひろしの変名